# Takwatíp
Takwatíp (Takuatíb, Tacuatêpe, Takwatib, Takuatep).- jedna od skupina Tupi-Kawahib Indijanaca koje je u ranom 20 stoljeću obitavala na gornjem toku rijeke Río Machado i manjoj pritoci Igarape do Leitâo ('potok prasećeg mlijeka'), Rondônia, Brazil. Prema francuskom antropologu Claude Lévi-Strauss njihovo ime znači ' od bambusa '. Sa susjednim skupinama nisu bili u dobri odnosima, i ljubomorno su čuvali vlastite plemenske granice, ali su s njima nastojali stupiti u bračne veze, provodeći egzogamiju. –Takwatipe je otkrio još 1915. Cândido Mariano da Silva Rondon, kada ih bijaše oko 300. uskoro počinju propadati, godine 1928. preostalo ih je tek 59; 7 (1938.). –Poimence je poznat njihov poglavica Abaitara.